# Arnold Lindwurm
Karl Friedrich Arnold Lindwurm, später in den USA Charles Arnold Frederick Lindorme  (* 6. August 1833 in Bevern; † 12. Januar 1911 in Atlanta, andere Quellen geben 1893 an), war ein deutscher Wirtschaftspädagoge, Journalist und Publizist.

## Leben
Karl Friedrich Arnold Lindwurm kam am 6. August 1833 in Bevern zur Welt. Seine Eltern waren Rudolf Gottlob Karl Lindwurm (1795–1876) und Philippine Lindwurm (geb. Beyrodt). Mit 14 Jahren  begann er eine kaufmännische Lehre bei Karl Focke Ww. & Sohn in Bremen. Nach dreijähriger Lehrzeit verließ er die Firma, arbeitete aber für zwei weitere Jahre als Kommis in einem anderen Bremer Handelshaus. Danach reiste er um die Welt und betätigte sich als Dolmetscher auf Handelsschiffen und war zeitweise in Handelshäusern in Frankreich, Spanien, England, Italien und den Niederlanden, zumeist als Korrespondent, beschäftigt.
Im Sommersemester 1861 wurde Lindwurm an der philosophischen Fakultät der Friedrich-Wilhelms-Universität zu Berlin immatrikuliert. Ein Jahr später wechselte er die Fakultät und schrieb sich an der juristischen Fakultät ein. Am 28. April 1863 wurde Lindwurm an der Friedrich-Schiller-Universität in Jena mit einer Arbeit mit dem Titel Das Geld, volkswirtschaftlich kein umlaufendes, sondern ein stehendes Capital promoviert. Im gleichen Jahr reichte er auch eine Habilitationsschrift im Fach Staats- und Gewerbewirtschaftslehre Über den Begriff des Wertes ein. Die Habilitation wurde ihm jedoch mit Verweis auf formale und inhaltliche Mängel der eingereichten Arbeit verwehrt. Arnold Lindwurm war davon überzeugt, dass die rein praktische Ausbildung von Kaufleuten in Betrieben nicht ausreichend sei. Im Rahmen seiner erfolglosen Habilitation schlug er daher vor, eine Handelslehranstalt an der Universität in Jena zu gründen. Dieses Vorhaben scheiterte jedoch am Widerstand der Universität.
Im Sommersemester 1865 begann Lindwurm ein Medizinstudium in München, das er jedoch bald wieder abbrach. Dort hat er auch seine spätere Frau Maria Brand (1847–1883) kennengelernt. Die Heirat erfolgte am 23. September 1866 in seinem Heimatort Bevern. Im gleichen Jahr war er als Redakteur bei der Bremer Weser-Zeitung tätig und im folgenden Jahr Sekretär bei der dortigen Handelskammer. Im Jahr 1866 veröffentlicht Lindwurm die Grundzüge der Staats- und Privatwirtschaftslehre. Das Buch gilt heute neben den Werken von Arwed Emminghaus und Jean Gustave Courcelle-Seneuil als Wegbereiter für die moderne Betriebswirtschaftslehre. Zwischen 1868 und 1870 war er als Lehrer für Handels- und Staatswissenschaften in einer privaten höheren Handelsschule in Hildesheim beschäftigt. Auch im Rahmen dieser Tätigkeit versuchte Lindwurm ein weiteres Mal erfolglos eine akademische Handelslehranstalt ins Leben zu rufen.
1870 siedelt Arnold Lindwurm nach Bonn über und gründete die tauschwirtschaftliche Akademie. Die Idee war auch hier private höhere Bildung für zukünftige Kaufleute anzubieten. Der Lehrplan umfasste Fächer wie Übersicht über die Wirtschaftswissenschaften, Handelsbetriebslehre, praktische Anwendung der Handelsbetriebslehre, Rechnungswesen, Arithmetik, Handelskorrespondenz, Sprachen, Handelsgeschichte, Geographie, Staatswirtschaftslehre, Statistik, Interpretation des deutschen Handelsgesetzbuch und der deutschen Wechselordnung, Völkerrecht, Experimentalphysik, anorganische Experimentalchemie und chemische Technologie. Auch dieser Versuch einer höheren Handelsschule scheiterte und Lindwurm verließ Bonn 1873 wieder. Er arbeitete dann als Wanderlehrer für die Gesellschaft für Verbreitung von Volksbildung GVVB. Seine Vision einer höheren Bildungsanstalt für Kaufleute wurde später von Gustav von Mevissen aufgegriffen und nach Lindwurms Tod mit der Einrichtung von Handelshochschulen in Deutschland zwischen 1898 und 1920 verwirklicht.
Nach einigen weiteren Jahren im deutschen Kaiserreich, in denen er an wechselnden Orten als Redakteur und Lehrer arbeitete, verließ er gemeinsam mit seiner Familie Deutschland und siedelte 1880 in die USA über. Dort verstarb Arnold Lindwurm 1911.

## Schriften
Lindwurm war Autor zahlreicher Schriften, Bücher und Artikel, u. a.:
- Die Ausbildung zum Handelsstande. Gedanken eines Kaufmanns. Bremen 1861,
- Das Geld – volkswirtschaftlich kein umlaufendes, sondern ein stehendes Kapital in Jahrbücher für Nationalökonomie und Statistik, Hrsg. Bruno Hildebrand, 1. Jg., Jena 1863
- Die kaufmännische Schulbildung in Bremer Handelsblatt, Nr. 613, Jg. 1863
- Die Theorie des Werthes, Jena 1865
- Grundzüge der Staats- und Privatwirtschaftslehre, Braunschweig 1866 Digitalisat
- Wegweiser zum kaufmännischen Wissen, Bremen 1866
- Zur Fakultätenfrage, in: Deutsche Vierteljahrs-Schrift, Jg. 29, Stuttgart 1866,
- Die Handelsbetriebslehre und die Entwicklung des Welthandels, Stuttgart 1869 Digitalisat
- Praktische Philosophie. Ein Nachweis, daß die Philosophie anstatt der Glaubenslehre, die Grundlage unseres sozialen Lebens sein muß, Braunschweig 1874 Digitalisat
- Sieben Capitel Wirtschaftslehre in Vorträgen, 1874
- Reformansprüche der Landwirtschaft an die Steuer- und Zollgesetzgebung im Deutschen Reich; eine neue Begründung der Freihandelspolitk, Berlin 1875
- Das Eigentumsrecht und die Menscheitsidee im Staate. Eine Kritik und Lösung der sozialen Frage, Leipzig 1878 Digitalisat
- Ueber die Geschlechtsliebe in social-ethischer Beziehung. Ein Beitrag zur Bevölkerungslehre, Leipzig 1879 Digitalisat